# All in the Family
All in the Family je americký televizní sitcom. Má devět řad a byl premiérově vysílaný na stanici CBS v letech 1971–1979. Pět let byl nejsledovanějším pořadem ve Spojených státech, což se žádnému jinému pořadu předtím nepodařilo. Druhou až šestou řadu sledovalo pravidelně přes 30 milionů diváků. Producenty byli Norman Lear a Bud Yorkin. V hlavních rolích hráli Carroll O'Connor, Jean Stapletonová, Sally Struthersová a Rob Reiner. Sitcom pojednává o životě dělnické rodiny na předměstí New Yorku, s centrální rolí svérázného otce Archieho Bunkera. Sitcom byl průlomovým v tom, že do žánru vnesl řadu dramatických a realistických momentů, a také dosud tabuizovaných témat (rasismus, homosexualita, ženská práva, potrat, znásilnění, impotence, menopauza). Bývá označován za jeden z kulturně nejvlivnějším pořadů v dějinách americké televize. Časopis TV Guide ho v roce 2002 vyhlásil čtvrtým nejlepším televizním pořadem všech dob. Velmi často se na něj odkazuje v animovaných seriálech Simpsonovi a Griffinovi a také v „retro sitcomu“ Zlatá sedmdesátá. Seriál měl několik spin-offů, z nichž nejúspěšnější byl seriál The Jeffersons. Jeden z těchto navazujících pořadů, Archie Bunker's Place, má tak blízko k původnímu seriálu, že je někdy považován spíše za pokračování. All in the Family byl prvním sitcomem, jehož všichni herci v hlavních rolích obdrželi za svůj výkon cenu Emmy (dosud ho v tom napodobily jen dva sitcomy, The Golden Girls a Will a Grace). Celkem seriál získal 22 cen Emmy a 8 Zlatých glóbů.